# Turnip Boy Commits Tax Evasion
Turnip Boy Commits Tax Evasion ist ein Action-Adventure-Videospiel aus dem Jahr 2021, entwickelt von Snoozy Kazoo und veröffentlicht von Graffiti Games. Es wurde für Linux, macOS, Windows und Nintendo Switch im April 2021 veröffentlicht. Das Spiel wurde auch für Xbox One im April 2022, für iOS und Android im Mai 2022 und für PlayStation 4 im Dezember 2022 veröffentlicht. Der Spieler schlüpft in die Rolle einer anthropomorphen Rübe, die Steuern hinterzieht, um eine korrupte pflanzliche Regierung zu bekämpfen. Eine Fortsetzung mit dem Titel Turnip Boy Robs a Bank erschien am 18. Januar 2024 für Microsoft Windows, Xbox One und Nintendo Switch.

## Spielprinzip
Der Spieler steuert den Hauptcharakter Turnip Boy (dt. Rübenjunge), der wegen Steuerhinterziehung verurteilt wurde, und muss Aufgaben für einen korrupten Bürgermeister machen. Das Spiel wird aus einer Top-Down-Perspektive gespielt und bietet eine Vielzahl von Bereichen zum Erkunden. Die Steuerung ist ähnlich wie bei The Legend of Zelda: A Link to the Past, mit einem einfachen Gesundheitssystem und Hack-and-Slash-Kämpfen. Turnip Boy verfügt über ein Inventar, das eine Vielzahl von Gegenständen enthält, darunter Questgegenstände, Werkzeuge und Waffen, von denen er jeweils einen ausrüsten kann. Ausrüstbare Gegenstände können in jede Richtung verwendet werden, und die Position wird durch die Eingabe des Spielers bestimmt. Turnip Boy kann sich in Kämpfe mit verschiedenen Gegnern stürzen, in denen er nur eine begrenzte Anzahl von Herzen hat und stirbt, wenn er sie alle verloren hat. Bosskämpfe bestehen in der Regel darin, den Boss direkt mit einer Waffe anzugreifen oder ein Gimmick zu verwenden, das in dem Gebiet, in dem der Boss gefunden wurde, üblich ist. Durch das Besiegen von Bossen erhält man wichtige Gegenstände, die neue Bereiche freischalten können.
Auf seiner Reise kann Turnip Boy verschiedene Nebenaufgaben erfüllen, um Gegenstände zu erhalten oder Erfolge zu erzielen. Es kann mit verschiedenen NPCs interagiert werden, die oft entweder die besagten Quests liefern oder zur Gesamthandlung des Spiels beitragen.

## Geschichte
Rüben Junge, Besitzer eines Gewächshauses, erhält von Bürgermeister Zwiebel einen Steuerbescheid, den er zerreißt. Bürgermeister Zwiebel beschuldigt ihn, seine Steuern zu hinterziehen, und schickt ihn zur Strafe auf verschiedene Botengänge, bei denen Rüben Junge mit Hilfe einer Avocado namens Annie die Geschichte ihrer Welt entdeckt, die auf eine Art nuklearen Holocaust hindeutet, der alle Menschen tötete und Gemüse zu empfindungsfähigen zweibeinigen Wesen mutieren ließ.
Nachdem Rüben Junge alle Besorgungen erledigt hat, sperrt Bürgermeister Zwiebel ihn aus dem Gewächshaus aus; der Alte Mann Zitrone erzählt Rüben Junge dann, dass Rüben Junges Vater, Don Turnipchino, einst ein mächtiger Mafiaboss war und Bürgermeister Zwiebel und Alter Mann Zitrone seine Partner waren. Der Alte Mann Zitrone enthüllt Rüben Junge, dass es unter dem Gewächshaus eine geheime unterirdische Basis gibt, und erlaubt Rüben Junge, sich hineinzuschleichen. Rüben Junge konfrontiert und besiegt den korrupten Bürgermeister Zwiebel und fordert die Urkunde für sein Gewächshaus zurück - das er dann zerreißt.

## Rezeption
Shacknews sagt: "Turnip Boy Commits Tax Evasion macht aus einer ziemlich verrückten Prämisse ein gründliches Action-Adventure-Spiel. Nicht nur die Design-Entscheidungen und die Dialoge der Charaktere sind urkomisch, sondern auch das Gameplay trifft alle Punkte, die einen guten Zelda-Klon ausmachen. Das komplette Spiel ist etwas kürzer, aber es hat mich in der Hoffnung gelassen, dass wir nicht das Letzte von Turnip Boy und dieser seltsamen Welt gesehen haben."
Pc Games sagt: „Turnip Boy Commits Tax Evasion hält genau das, was der Name verspricht, und bringt außerdem eine charmante Geschichte und einige nette Dungeons im Zelda-Stil mit. Obwohl das Spiel sehr kurz ist, ist es wegen seines schönen Kunststils und des tollen Soundtracks empfehlenswert.“
4Players findet:"Lustiger Zelda-Klon mit skurrilen Charakteren und raffinierten Gegenständen. Aber es fehlt sowohl an Tiefe als auch an Herausforderung - und ist recht schnell vorbei."
Gamespot stellt vor allem den skurrilen Humor des Spiels in den Vordergrund, stellt aber auch klar, dass nicht jeder Witz zündet.